# Neolasioptera mitchellae
Neolasioptera mitchellae är en tvåvingeart som först beskrevs av Ephraim Porter Felt 1908.  Neolasioptera mitchellae ingår i släktet Neolasioptera och familjen gallmyggor.
Artens utbredningsområde är District of Columbia. Inga underarter finns listade i Catalogue of Life.